# Тињска Гора
Тињска Гора (словен. Tinjska Gora) је насељено место у општини Словенска Бистрица, Подравска регија, Словенија.

## Историја
До територијалне реорганизације у Словенији била је у саставу старе општине Словенска Бистрица.

## Становништво
У попису становништва из 2011. године, Тињска Гора је имала 277 становника.
| Број становника према пописима | Број становника према пописима | Број становника према пописима |
| ------------------------------ | ------------------------------ | ------------------------------ |
| 1991                           | 2002                           | 2011                           |
| 215                            | 238                            | 277                            |

Напомена: Године 2000. увећан за део насеља Туришка вас на Похорју.